# Vataireopsis
Genre
Classification phylogénétique
Vataireopsis est un genre de plantes à fleurs dicotylédones de la famille des Fabaceae, sous-famille des Faboideae, originaire d'Amérique du Sud, qui compte quatre espèces acceptées.

## Liste d'espèces
Selon The Plant List (30 septembre 2018) :
- Vataireopsis araroba (Aguiar) Ducke
- Vataireopsis iglesiasii Ducke
- Vataireopsis speciosa Ducke
- Vataireopsis surinamensis Lima